# Memecylon phanerophlebium
Memecylon phanerophlebium är en tvåhjärtbladig växtart som beskrevs av Elmer Drew Merrill. Memecylon phanerophlebium ingår i släktet Memecylon och familjen Melastomataceae. Inga underarter finns listade i Catalogue of Life.